# Wyspy Salomona

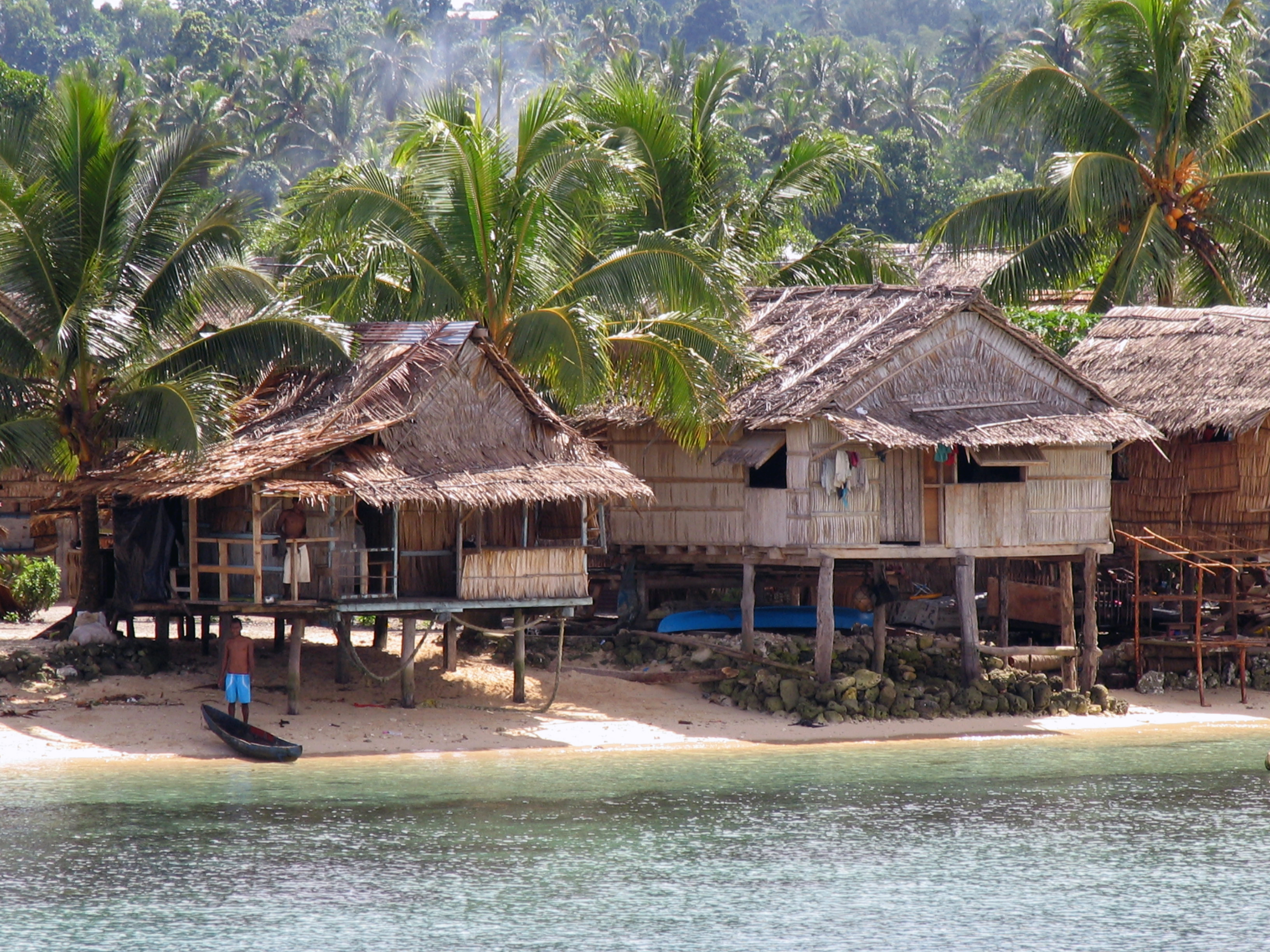
Wieś na wyspie Malaita (2012)

Wyspy Salomona (ang. Solomon Islands) – państwo wyspiarskie w zachodniej Oceanii, na wschód od Nowej Gwinei, członek Wspólnoty Narodów. Państwo Wysp Salomona obejmuje wschodnią część archipelagu o tej samej nazwie. Należą do niego atole Rennell i Ontong Java oraz wyspy Santa Cruz, Duff, Reef i inne.

## Geografia
Archipelag Wyspy Salomona stanowi przedłużenie ku południowemu wschodowi Archipelagu Bismarcka. Do największych wysp zalicza się: Guadalcanal (6470 km²), Santa Isabel (4660 km²), Malaita (4070 km²), San Cristóbal (3048 km²), Choiseul (2540 km²), Nowa Georgia (1761 km²). Powierzchnia wysp górzysta, pochodzenia wulkanicznego. Najwyższy szczyt – Popomanaseu, 2381 m n.p.m. (na wyspie Guadalcanal).
Klimat równikowy, gorący i wilgotny, ochładzany przez bryzę morską. Wysokie temperatury i ulewne deszcze występują w okresie monsunu (od listopada do kwietnia). Średnia temperatura powietrza i średnia suma opadów dla stolicy kraju wynoszą: w styczniu 28,9 °C i 325 mm, w lipcu 27,8 °C i 84 mm. Naturalną szatę roślinną stanowią lasy równikowe. Świat zwierzęcy reprezentują liczne gatunki ptaków i endemiczny legwan.

## Historia
Wyspy zostały odkryte w 1568 przez hiszpańskiego żeglarza Alvaro Mendaña de Neyra. Wyspy Salomona podzielone zostały między Niemcy (północne wyspy, od 1885) oraz Wielką Brytanię (południowe wyspy, 1893). Część wysp została przekazana Wielkiej Brytanii przez Niemcy w latach 1898–1900, która ustanowiła nad wyspami protektorat. Pozostałe w rękach Niemiec wyspy Bougainville i Buka weszły w skład niemieckiego protektoratu Nowej Gwinei Niemieckiej.
W okresie II wojny światowej (w 1942) znajdowały się pod okupacją japońską. Na Wyspach toczyły się jedne z najbardziej zaciętych walk na Pacyfiku (patrz: kampania na Wyspach Salomona). W latach 1943/1944 Japończycy zostali wyparci z większości archipelagu przez wojska amerykańskie.
W 1976 Wyspy otrzymały autonomię wewnętrzną, a 7 lipca 1978 uzyskały niepodległość. Pozostały jednak w brytyjskiej Wspólnocie Narodów. Jako suwerenne państwo Wyspy Salomona popadły w poważne kłopoty, wywołane powszechną korupcją i rosnącym deficytem budżetowym. Wybuch niepokojów społecznych wywołało załamanie normalnego funkcjonowania kraju. W lipcu 2003 gubernator generalny Wysp Salomona poprosił o pomoc międzynarodową. Miesiąc później na Wyspach wylądowało 2200 policjantów z ponad 20 państw Pacyfiku dowodzonych przez Australię i Nową Zelandię. 1 kwietnia 2007 roku Wyspy zostały nawiedzone przez podwójne trzęsienie ziemi i tsunami.

## Demografia
Ludność rdzenna (Salomończycy, odłam Melanezyjczyków) stanowi 93%, Polinezyjczycy – 4%, Mikronezyjczycy – 1,5%; większość wierzących to protestanci (75,7%) i katolicy (19,1%). W użyciu jest ponad 80 różnych języków z grupy melanezyjskiej oraz język neosalomoński, który pełni funkcję lingua franca. W latach 1985–1992 średnie roczne tempo wzrostu ludności wynosiło 3,5%. Przyrost naturalny 27,6‰ (wskaźnik urodzeń 31,6‰, zgonów 4‰, dzietność 4,2 2004). 42% ogółu ludności stanowią dzieci, 4,9% jest w wieku ponad 59 lat. Ludność miejska – 19%.

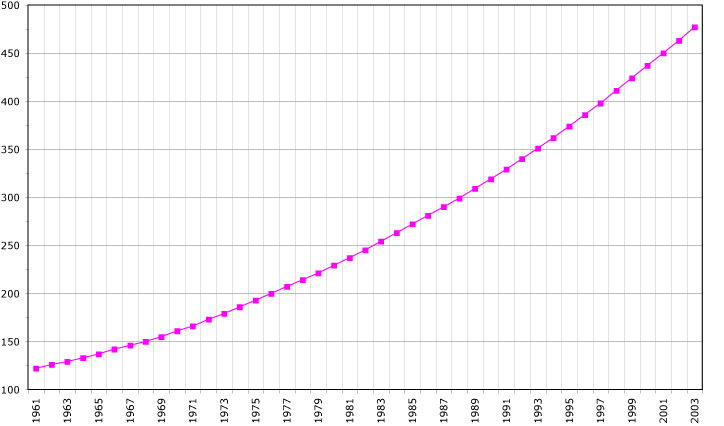
Demografia w latach 1961–2003

### Religia
Według wyników spisu powszechnego z 2009 roku na Wyspach Salomona ludność deklaruje przynależność do następujących religii i wyznań:
- Protestantyzm:
  - Anglikanizm (Kościół Melanezji): 31,9%
  - South Sea Evangelical Church (zielonoświątkowcy): 17,1%
  - Kościół Adwentystów Dnia Siódmego: 11,7%
  - Kościół Zjednoczony: 10,1%
  - Christian Fellowship Church: 2,5%
  - Christian Outreach Centre: 1,0%
- Katolicyzm: 19,6%
  -  Osobny artykuł: Archidiecezja Honiara.
- Świadkowie Jehowy: 1,8%
  -  Osobny artykuł: Świadkowie Jehowy na Wyspach Salomona.
- Animizm: 0,8%
- Bahaizm: 0,5%
- brak religii: 0,1%
- inne: 2,8%

## Podział administracyjny
Wyspy Salomona podzielone są na 9 prowincji:

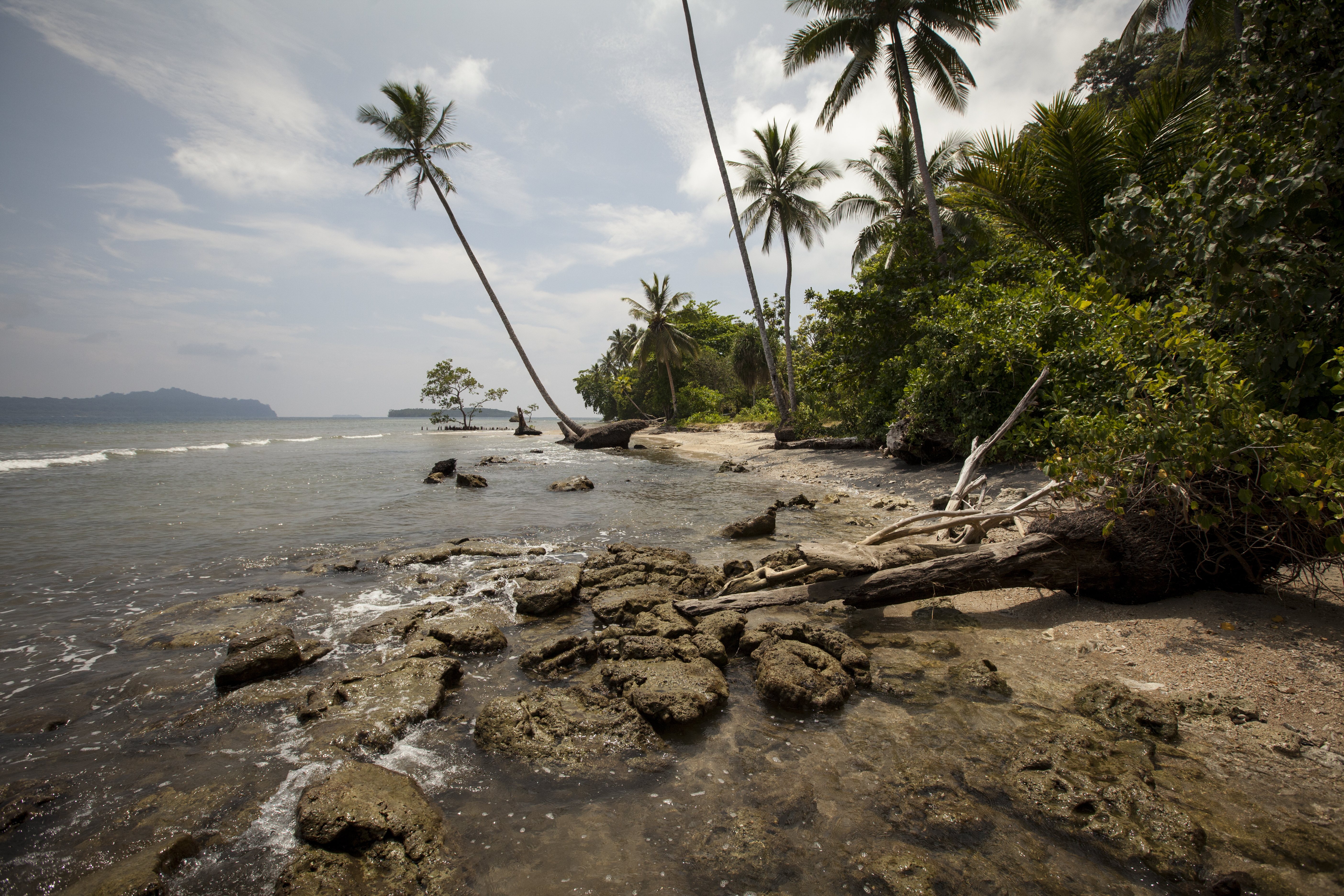
Wybrzeże wyspy Nggatokae (Prowincja Zachodnia)

- 1. Centralna
- 2. Choiseul
- 3. Guadalcanal
- 4. Isabel
- 5. Makira-Ulawa
- 6. Malaita
- 7. Rennell i Bellona
- 8. Temotu
- 9. Zachodnia

## Gospodarka
Wyspy Salomona należą do krajów rozwijających się o gospodarce rynkowej. Duża pomoc zagraniczna (głównie Australii i Japonii). Rolnictwo dostarcza 48% produktu krajowego brutto (usługi 40%, przemysł 9%).

### Rolnictwo

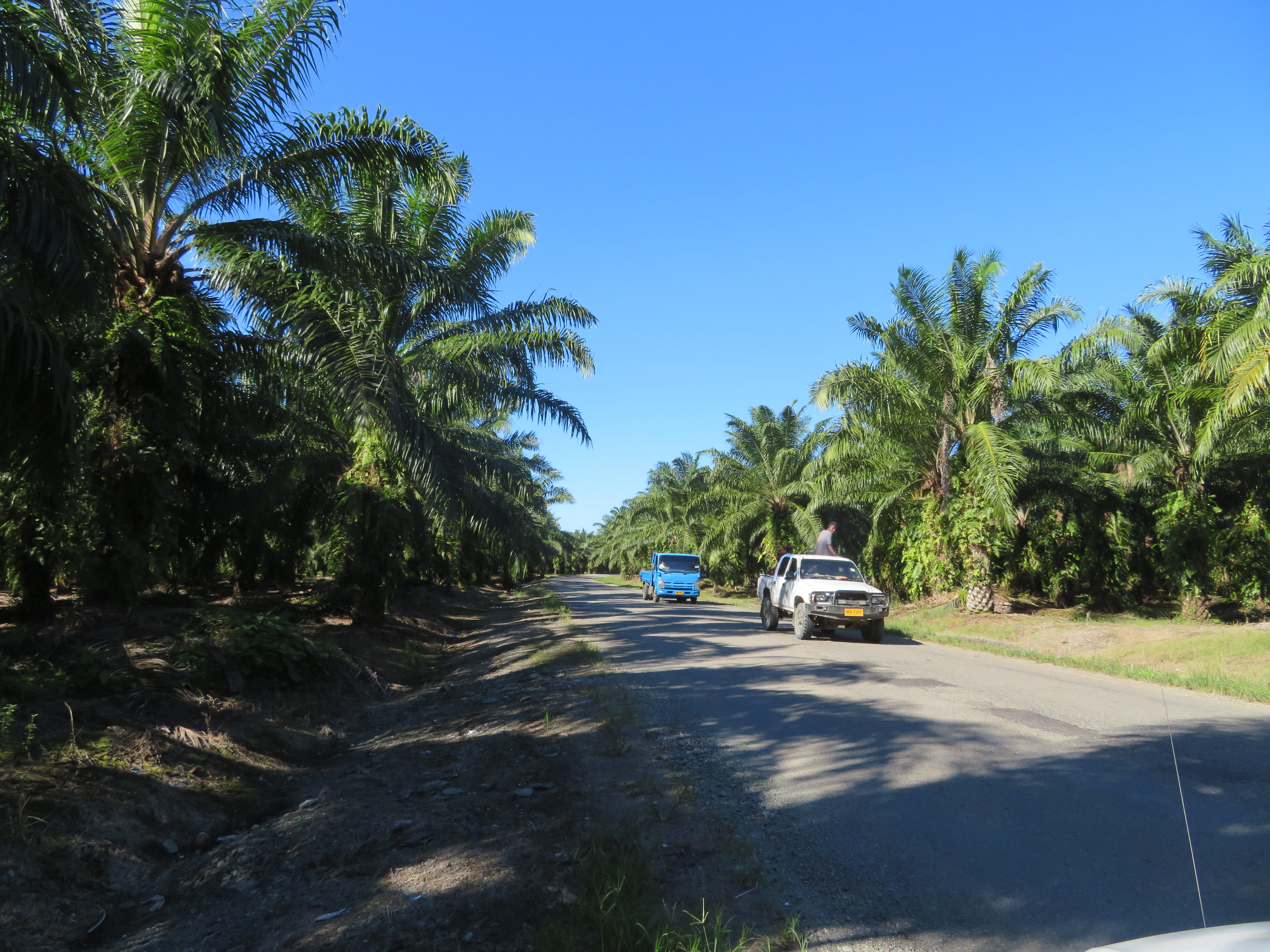
Plantacja palm oleistych na wyspie Guadalcanal

Najważniejsze uprawy: palma kokosowa (2018: 386 258 ton kokosów), kakaowiec, bataty, taro (2020: 44 862 tony), Jams (2020: 46 029 ton), ryż (2020: 2 745 ton), palma oleista, oraz maniok, warzywa, drzewa owocowe. Zbiory głównie ziemiopłodów (2000): rośliny bulwiaste 105, orzechy kokosowe 230, nasiona olejowca 5, kakao 3. Połowy morskie to głównie tuńczyk i bonito. Pozyskuje się również drewno (głównie hebanowe i sandałowe).

### Turystyka
Wyspy Salomona są rzadko odwiedzane. Według danych Światowej Organizacji Turystyki w 2017 roku kraj odwiedziło około 26 tysięcy turystów (głównie z Australii, Wysp Marshalla i Nowej Zelandii).

### Transport
Długość dróg około 1300 km, prywatnych (obsługujących plantacje) 800 kilometrów. Głównie porty morskie: Honiara, Yandina i Gizo. W budowie nowy port głębokowodny Noro (na Nowej Georgii). Międzynarodowy Port Lotniczy – Henderson, 25 lotnisk krajowych. Od 1979 czynna naziemna stacja satelitarna.
W przeszłości na wyspach funkcjonowało kilka linii kolejowych.

### Emisja gazów cieplarnianych
Emisja równoważnika dwutlenku węgla z Wysp Salomona wyniosła w 1990 roku 0,234 Mt, z czego 0,133 Mt stanowił dwutlenek węgla. W przeliczeniu na mieszkańca emisja wyniosła wówczas 0,428 t dwutlenku węgla, a w przeliczeniu na 1000 dolarów PKB 227 kg. Następnie emisje wahały się, osiągając maksymalne wartości w 2012. Wzrost emisji wynikał głównie z jej zwiększenia przez transport. W 2018 emisja dwutlenku węgla pochodzenia kopalnego wyniosła 0,133 Mt, a w przeliczeniu na mieszkańca 0,213 t i w przeliczeniu na 1000 dolarów PKB 95 kg. Udział emisji metanu i dwutlenku węgla przez większość okresu był podobny. Na trzecim miejscu jest podtlenek azotu.

## Galeria

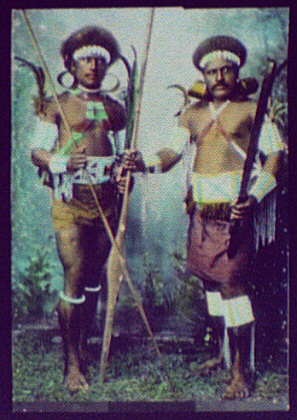
Wojownicy z Wysp Salomona
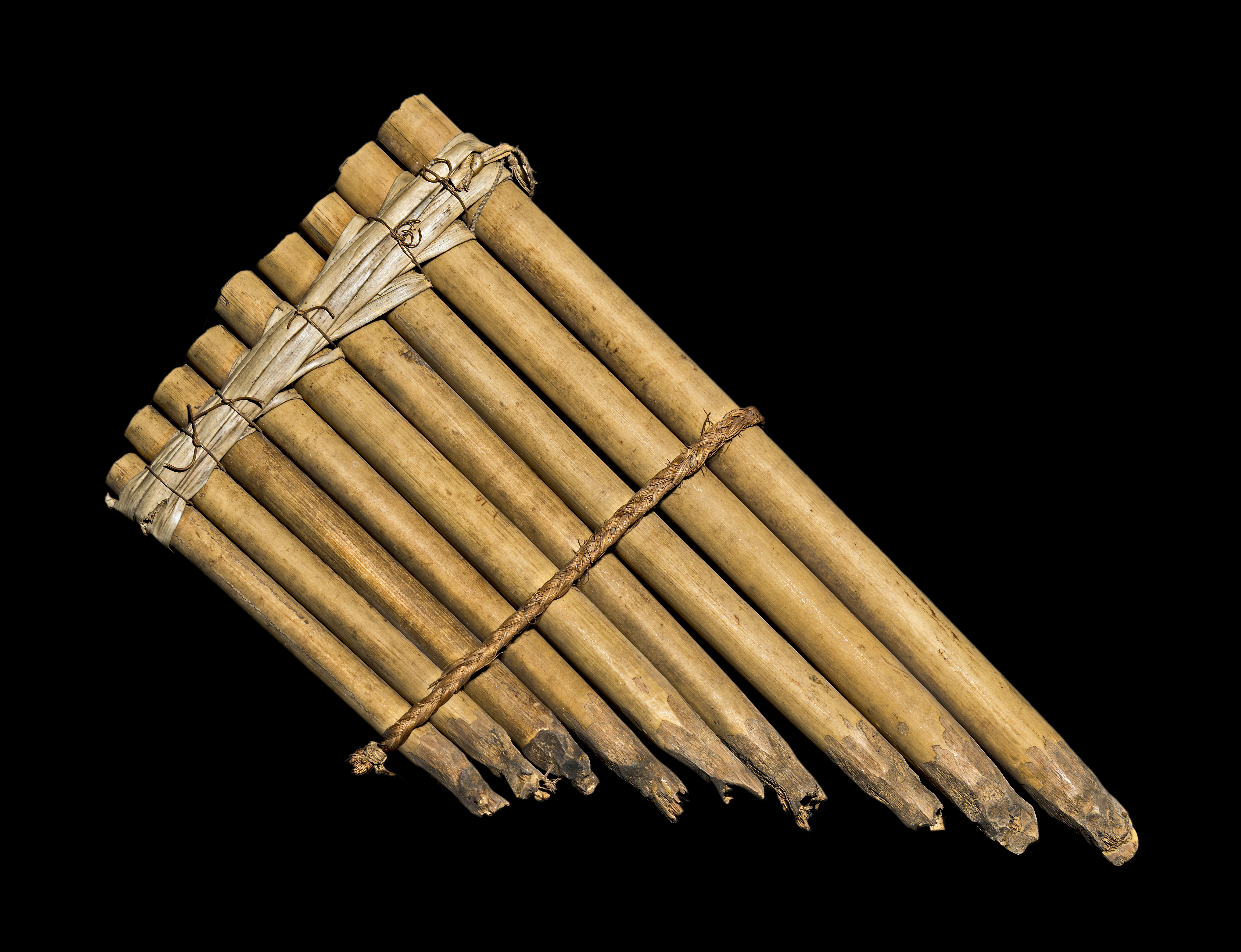
Fletnia Pana, XIX wiek
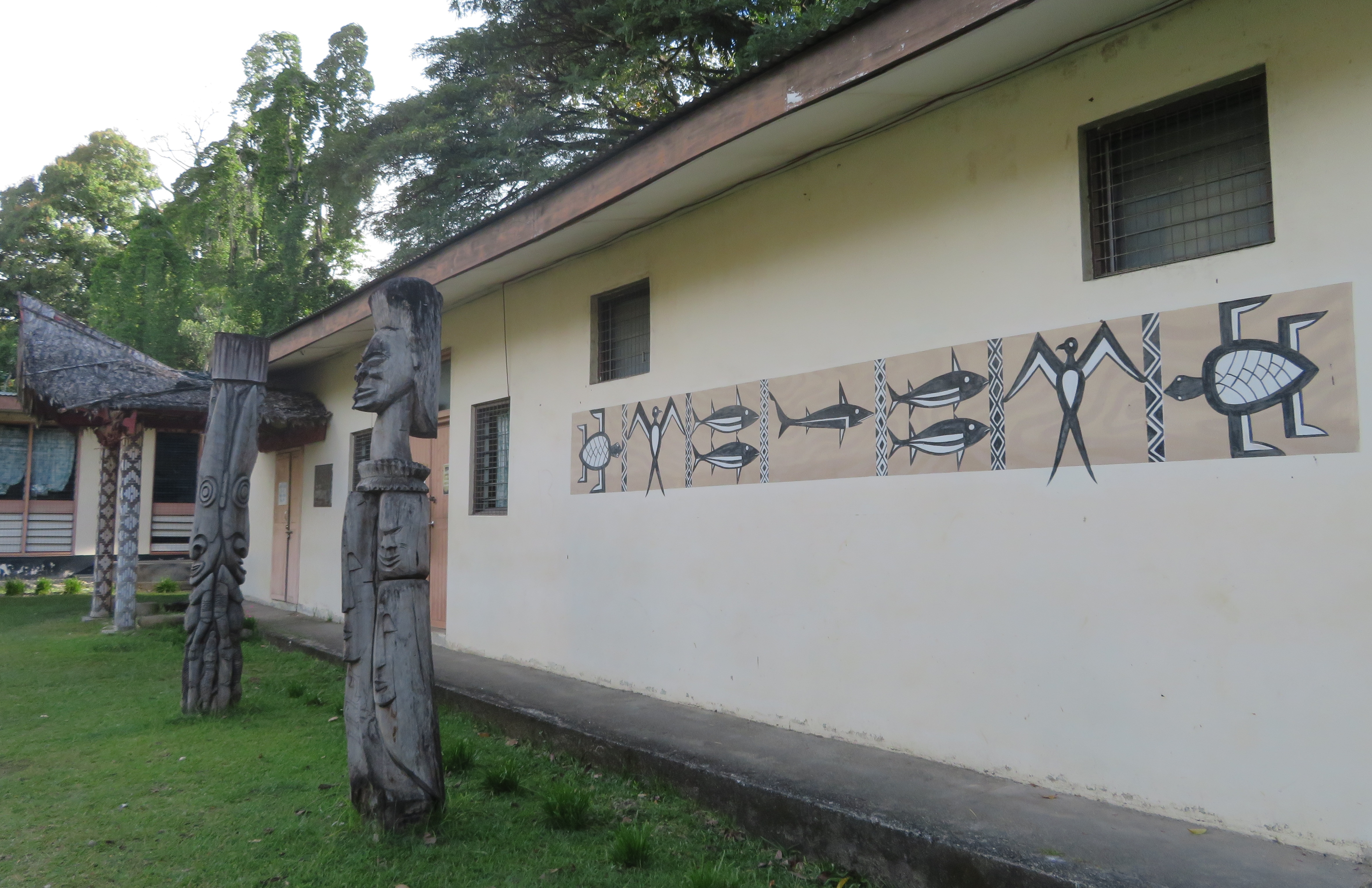
Tradycyjne malunki i drewniane rzeźby (Muzeum Narodowe w Honiarze)
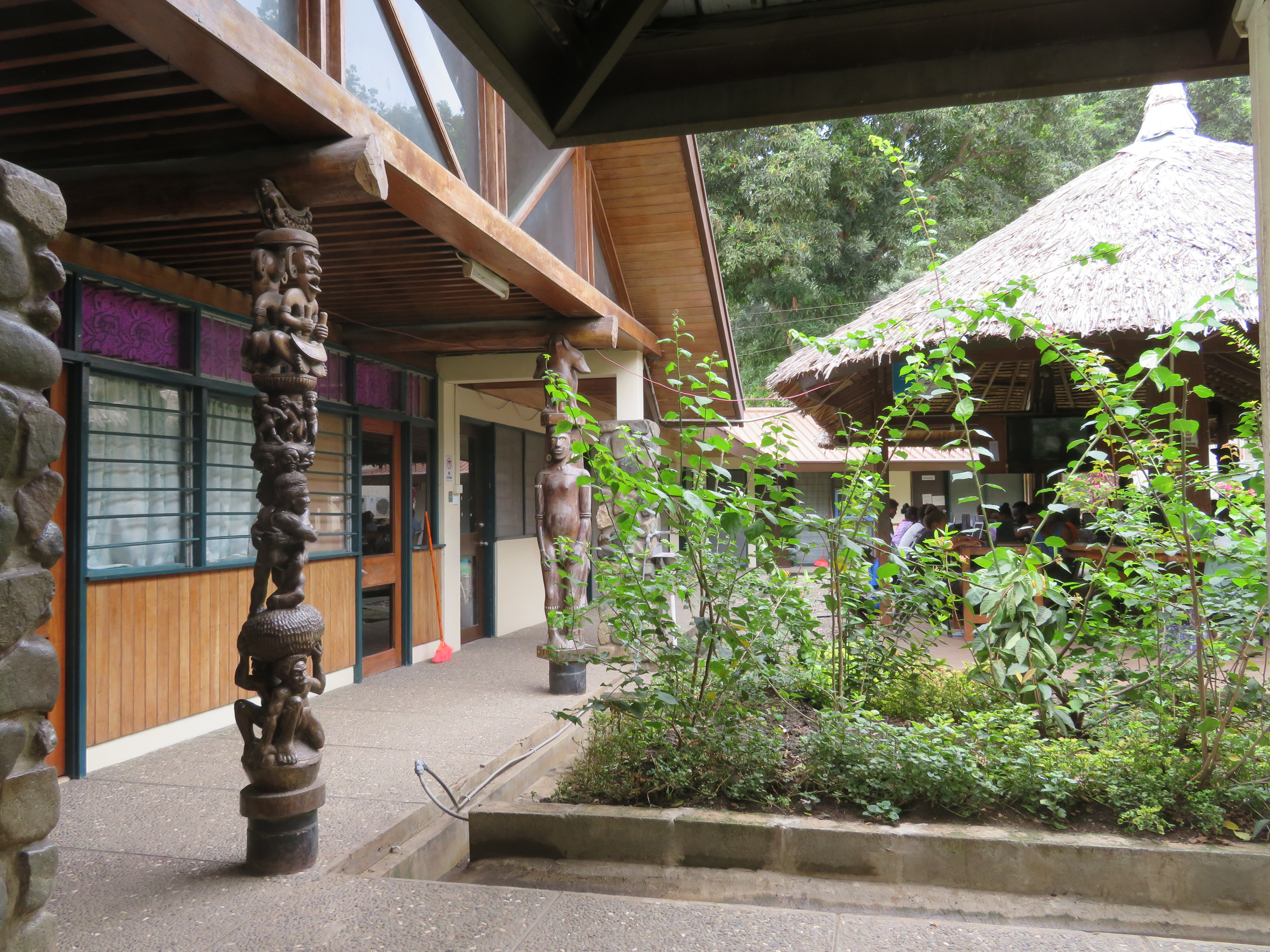
Kampus Uniwersytetu Południowego Pacyfiku w Honiarze
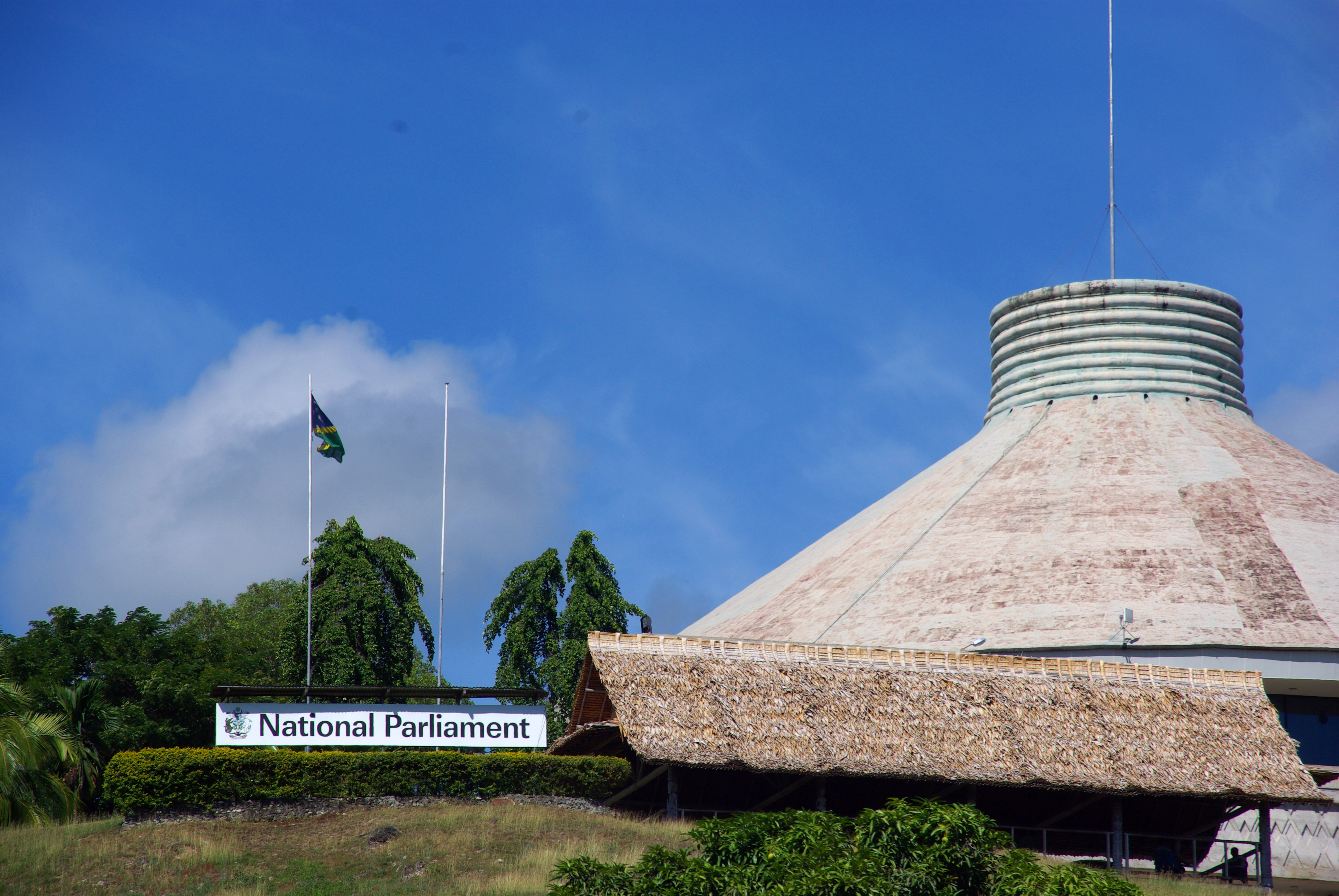
Budynek parlamentu
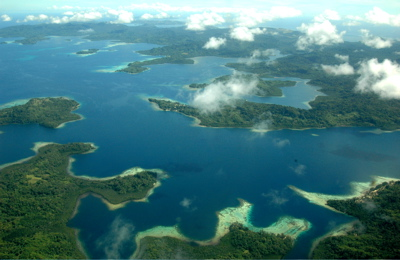
Wyspy Salomona z lotu ptaka